# Javier Arévalo
Javier Arévalo Baeza "Jare" (España, 1970) es un programador de videojuegos de la Edad de oro del software español conocido principalmente por los videojuegos Star Dust, Speed Haste y la saga Commandos.

## Carrera como desarrollador
En la época del Spectrum, a los 16 años, desarrolló junto a su hermano Juan Carlos Arévalo los videojuegos Star Dust para Topo Soft y Bronx para Animagic. Su interés por el mundo de la demoscene lo llevó a ser uno de los fundadores del grupo de demos Iguana.
En 1995, Javier Arévalo desarrolló con Noriaworks Entertainment uno de sus títulos más conocidos, Speed Haste. Tras el cierre de Noriaworks, entró en High Voltage Software donde fue jefe de programación de NBA Inside 2000. 
Posteriormente trabajó en Pyro Studios donde participó en los inicios de Commandos, fue el jefe de tecnología de Commandos 2: Men of Courage y el productor de Praetorians antes de trasladarse a Canadá, donde empezó a trabajar para Radical Entertainment.
En esta última ha participado en el desarrollo de la tecnología Titanium Engine, tecnología que todos los equipos de Radical usan para crear sus videojuegos, en el videojuego Protoype y otros proyectos del estudio.

## Videojuegos
| Año  | Título                             | Plataforma                                         | Compañía                 |
| ---- | ---------------------------------- | -------------------------------------------------- | ------------------------ |
| 1987 | Star Dust                          | Sinclair ZX Spectrum, MSX, Amstrad CPC y PC/MS-DOS | Topo Soft                |
| 1990 | Bronx                              | Amstrad CPC                                        | Animagic                 |
| 1995 | Speed Haste                        | MS-DOS                                             | Noriaworks Entertainment |
| 1998 | Commandos: Behind Enemy Lines      | Windows, Macintosh                                 | Pyro Studios             |
| 1999 | Commandos: Beyond the Call of Duty | Windows, Macintosh                                 | Pyro Studios             |
| 2001 | Commandos 2: Men of Courage        | Windows, PlayStation 2, Xbox                       | Pyro Studios             |
| 2003 | Praetorians                        | Windows                                            | Pyro Studios             |
| 2003 | Commandos 3: Destination Berlin    | Windows                                            | Pyro Studios             |
| 2005 | Imperial Glory                     | Windows, Macintosh                                 | Pyro Studios             |
| 2009 | Protoype                           | Windows, PlayStation 3, Xbox 360                   | Radical Entertainment    |
| 2011 | Sports City                        | Facebook, Tuenti                                   | Pyro Studios             |